# Tatouňovice
Tatouňovice je malá vesnice, část obce Čakov v okrese Benešov. Nachází se asi 0,5 km na jihozápad od Čakova. V roce 2009 zde bylo evidováno 14 adres.
Tatouňovice je také název katastrálního území o rozloze 1,28 km².

## Historie
První písemná zmínka o vesnici pochází z roku 1391.

## Další fotografie

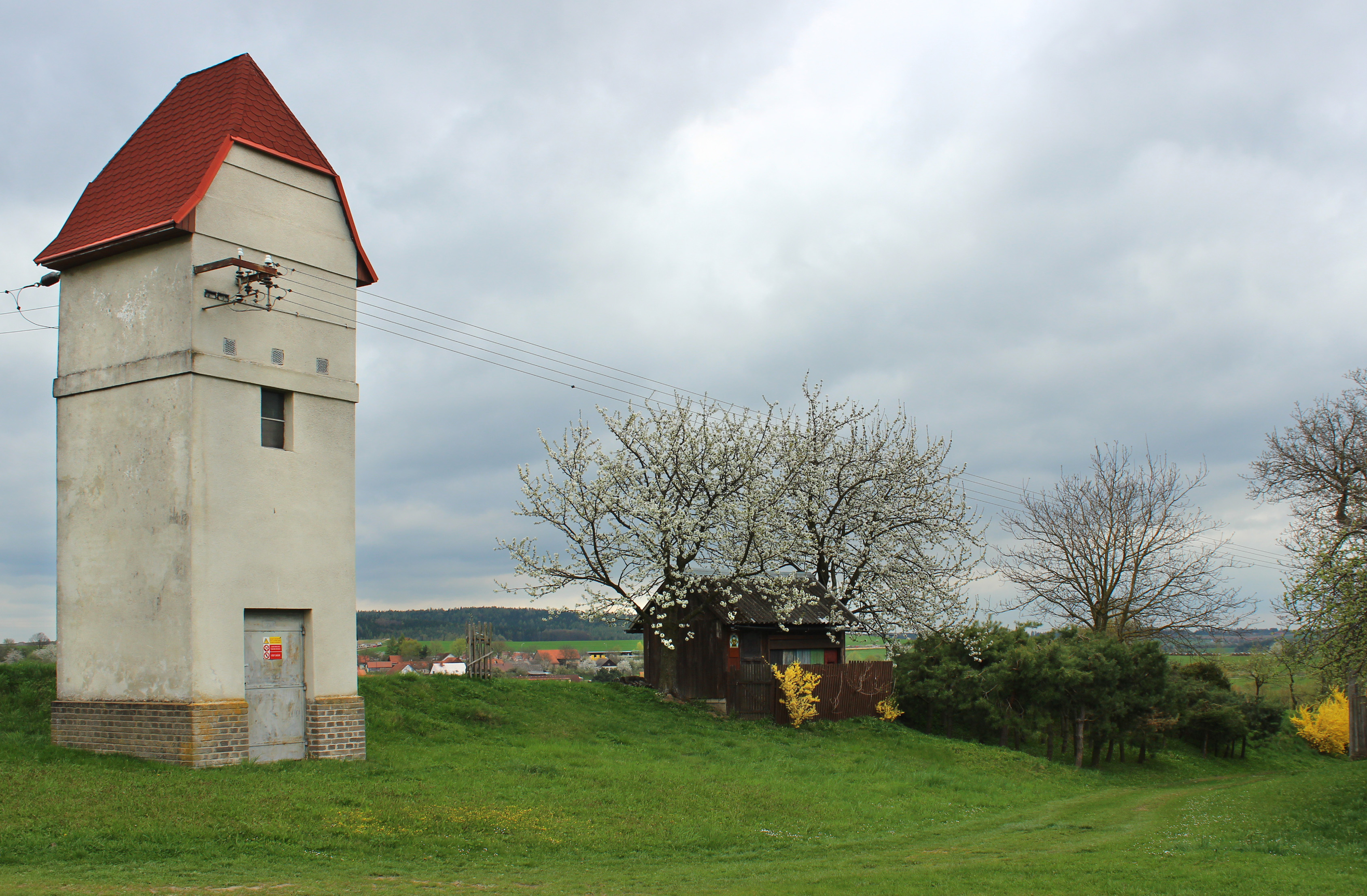
Transformátor nad vsí, v pozadí Čakov
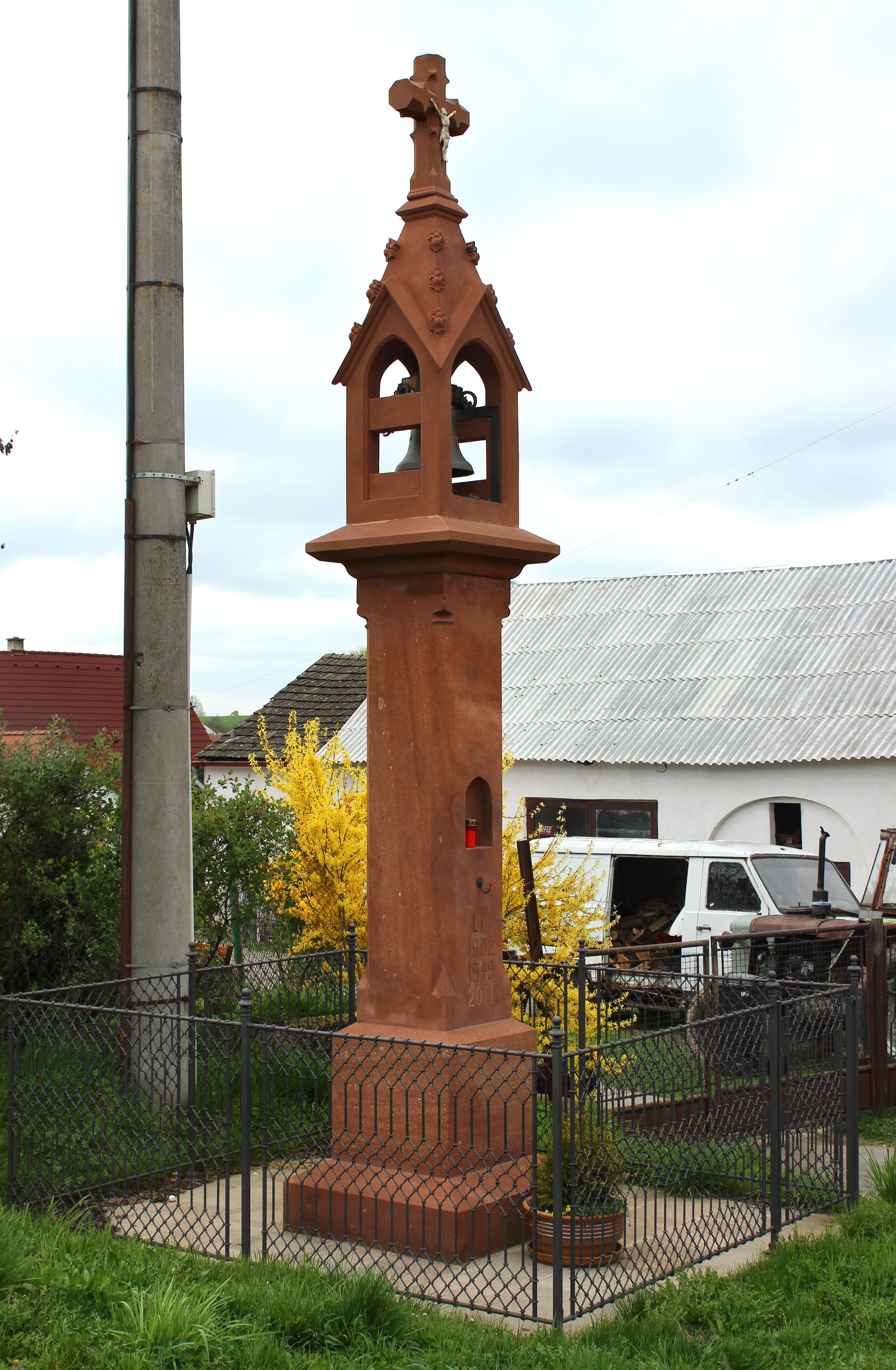
Zvonice na návsi
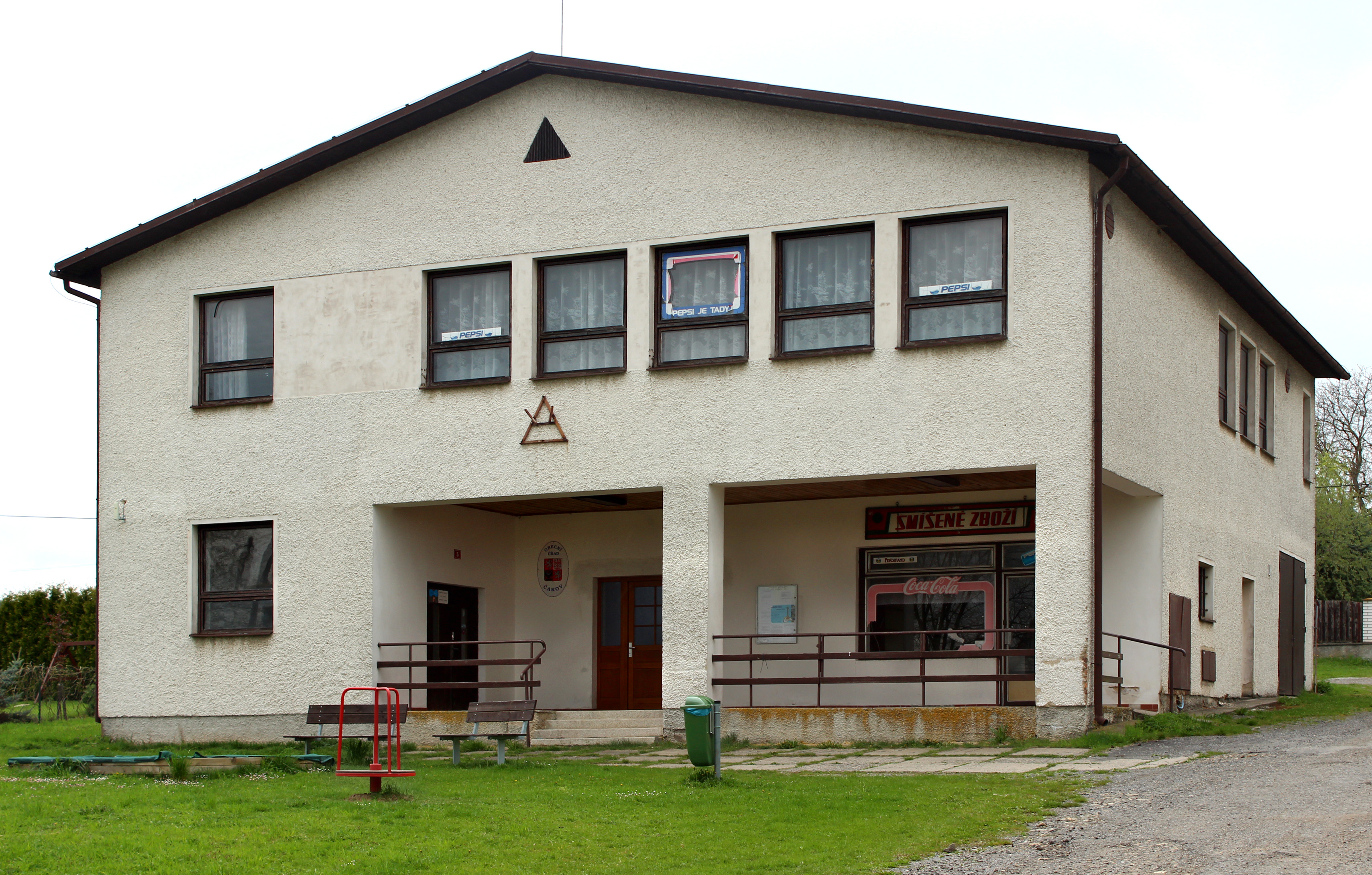
Obecní úřad Čakov situovaný v Tatouňovících